# 925-й артиллерийский полк
925-й артиллерийский полк — часть РККА Вооружённых Сил СССР в Великой Отечественной войне.

## История
Сформирован в 1941 году в составе 361-й стрелковой дивизии (1-го формирования).

## Боевой и численный состав на момент формирования
К концу сентября 1941 года полк была укомплектована личным составом. Части 361-й стрелковой дивизии располагались в городе Уфе и пригородных населённых пунктах: Чишмах, Сафарово, Булгаково и Нижегородке.

Рядовой состав дивизии в основном состоял из военнообязанных — коренных жителей Башкирии...колхозник из Бугазы Буздякского района, — наводчиком 925-го артиллерийского полка. 

Младший командный состав также был призван из запаса. Так, рабочий из Дувана сержант Пётр Верзаков был назначен командиром орудия 925-го артиллерийского полка. 

На должности политруков рот, военкомов батальонов и дивизионов, секретарей партбюро частей в основном были назначены призванные из запаса партийные, советские, комсомольские, профсоюзные работники. Так, военкомом 1-го дивизиона 925-го артиллерийского полка был назначен Т.Б. Билалов— Книга:Василевский А.А.:21-я гвардейская
В действующей армии во время ВОВ с 22  1941 года по 24 марта 1942 года.
Полк на с 22  1941 года находился в составе 361-й стрелковой дивизии (1-го формирования), имел в своём составе два дивизиона  и одного дивизиона.
24.03.1942 преобразован в 47-й гвардейский артиллерийский полк получивших гвардейское звание.

## Полное наименование
- 925-й артиллерийский полк

## В донесениях о безвозвратных потерях
Штабом 39-й армии представлены именные списки безвозвратных потерь личного состава 21 Гвардейской стрелковой дивизии на 2725 человек за время с 26 декабря 1941 года по 1 мая 1942 года. 

Согласно ведомости списков безвозвратных потерь личного состава 21 Гвардейской стрелковой дивизии, отправленных в Центральное бюро потерь личного состава:
- 47-й гвардейский артиллерийский полк — 89 человек — с 241 по 252 лист

## Командиры
- подполковник

## Комментарии
1. ↑  ЦАМО
2. ↑  ЦАМО